# Flying G-Men
Flying G-Men é um seriado estadunidense de 1939, gênero aventura, dirigido por James W. Horne e Ray Taylor, em 15 capítulos, estrelado por Robert Paige, Richard Fiske, James Craig e Lorna Gray. O seriado foi produzido e distribuído pela Columbia Pictures, veiculando nos cinemas estadunidenses a partir de 2 de fevereiro de 1939. O seriado foi o 6º entre os 57 distribuídos e lançados pela Columbia Pictures, alguns deles realizados por produtoras independentes.

## Sinopse
Três aviadores do governo, os Flying G-Men do título, um deles conhecido como The Black Falcon, voam para proteger os Estdos Unidos e seus aliados de uma aliança espiã inimiga, além de vingar a morte do quarto Flying G-Man, Charles Bronson.

## Elenco
- Robert Paige … Hal Andrews, Flying G-Man, e The Black Falcon
- Richard Fiske … Bart Davis, Flying G-Man
- James Craig … John Cummings, Flying G-Man
- Lorna Gray … Babs McKay
- Sammy McKim … Billy McKay
- Stanley Brown … Charles Bronson, Flying G-Man
- Don Beddoe … W. S. Hamilton
- Forbes Murray … Marvin Brewster e The Professor, o proprietário vilão de um aeroporto local
- Lee Prather … Simmons
- Beatrice Blinn … Secretária de Brewster
- Ann Doran … Secretária de Hamilton
- Dick Curtis … Korman
- Eddie Laughton … Hall
- John Tyrrell … Williams
- Eddie Fetherston … Borden, geólogo
- George Chesebro ... Red (não creditado)
- Lane Chandler ... Capanga do rancho (não creditado)

## Capítulos
1. Challenge in the Sky
2. Flight of the Condemned
3. The Vulture's Nest
4. The Falcon Strikes
5. Flight from Death
6. Phantom of the Sky
7. Trapped by Radio
8. The Midnight Watch
9. Wings of Terror
10. Flaming Wreckage
11. While a Nation Sleeps
12. Sealed Orders
13. Flame Island
14. Jaws of Death
15. The Falcon's Reward

Fonte: